# Chingai
Chingai ou Qinghai (em chinês: 青海; romaniz.: Qīnghǎi (pinyin)) é uma província da República Popular da China.  A capital é Xining e o seu ponto mais elevado é o Bukadaban Feng, com 6680 m de altitude.

## História
Chingai foi só recentemente incluída como uma província da República Popular da China. Uma grande parte da área, historicamente chamada Coconor (Koknor em inglês), até o início do século XX encontrava-se fora do território do Império Chinês, tendo sido, durante séculos, um caldeirão étnico, misturando influências tibetanas, chinesas (Hã), mongóis e turcas. Foi um campo de batalha durante a Dinastia Tang e posteriores dinastias chinesas, quando das lutas contra sucessivas dinastias tibetanas. Chingai esteve sob o controle chinês no início da Dinastia Ming.

## Sismo de Chingai em abril de 2010

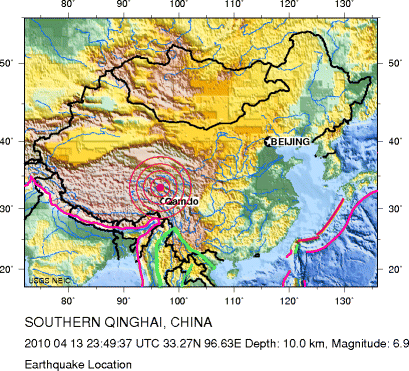
Epicentro do Sismo de Chingai em abril de 2010

No dia 14 de abril de 2010, a província foi atingida por um forte sismo que devastou a região, deixando 617 mortos e mais de 10 000 feridos.